# Reifenkitt
Als Reifenkitt wird im Allgemeinen ein Kleber zur Befestigung eines Schlauchreifens auf der Felge im Radrennsport bezeichnet. Im Radrennfahrer-Jargon wird auch der nicht auf Schellack-Basis hergestellte Kleber für Straßen-Räder als Reifenkitt bezeichnet.
Näheres zur Verwendung siehe unter Schlauchreifen.